# Lucky Star
Lucky Star este al cincilea single de pe albumul de debut al Madonnei, lansat în august 1984. A fost inclus și pe compilația de hituri The Immaculate Collection (1990).

## Videoclip
„Lucky Star” este considerat videoclipul care a stârnit fascinația publicului față de Madonna. Imaginea neconvențională a acesteia, o combinație de fată jucăușă și ștrengară, purtând o fundă neagră, bluză gen plasă, mănuși de mătase fără degete, brățări, cercei ce atârnă, lanțuri, crucifixe și cizmulițe punk, avea să stârnească o modă printre adolescentele americane, fiind promovată intensiv de MTV. Acesta avea să stârnească mici controverse deoarece Madonna apărea în clip târându-se pe podea și arătându-și talia, în special buricul.

## Premii
| Anul | Ceremonia             | Premiul                               | Rezultatul |
| ---- | --------------------- | ------------------------------------- | ---------- |
| 2005 | DigitalDreamDoor.com  | 100 Greatest Dance Songs of the 1980s | Locul 123  |
| 2006 | AssociatedContent.com | The 500 Songs of the 1980s            | Locul 266  |

## Performanța în topuri
În Canada, „Lucky Star” a debutat pe locul 89 pe 22 septembrie 1984, în timp ce „Borderline” urca în top 40, fiind cel mai slab debut de până atunci al Madonnei în clasamentul canadian. După numai trei săptămâni, cântecul a ajuns în top 40; din această cauză vânzările discului single „Borderline” au început să scadă, odată cu acestea, „Borderline” coborând din clasament rapid. Pe 17 noiembrie, „Lucky Star” a devenit primul hit de top 10 al Madonnei, atingând locul 8. În următoarea săptămână, piesa a coborât pe locul 10, odată cu intrarea în clasament a următorului single al cântăreței, „Like a Virgin.” Acesta a început să urce repede în top, pe măsură ce „Lucky Star” cobora încet. La trei săptămâni după ce acesta din urmă a ieșit din top 20, „Like a Virgin” a intrat în top 10, Madonna obținând astfel două hituri de top 10 consecutive. Pe 12 ianuarie când „Like a Virgin” a ajuns în top 3, „Lucky Star” încă se afla în top 50. Piesa a stat încă trei săptămâni în poziții joase din clasament, ieșind la începutul lunii februarie, la jumătate de an de la intrarea în top. În clasamentul sfârșitului de an, „Lucky Star” a fost poziționat pe locul 72.
Cântecul s-a bucurat de succes și în clasamentul adult contemporary, intrând în top pe 3 noiembrie 1984, pe locul 29. În următoarele trei săptămâni a ajuns în top 20, atingând poziția maximă, locul 14, pe 1 decembrie.